# Inca de Oro (téléfilm)
Pour la localité, voir Inca de Oro.
Pour plus de détails, voir Fiche technique et Distribution.
Inca de Oro est un téléfilm français réalisé par Patrick Grandperret, diffusé le 7 novembre 1997 sur Arte dans le cadre de la collection Terres étrangères.

## Synopsis
Alba, une jeune femme dont la mère a disparu pendant le régime militaire d'Augusto Pinochet, se dispute avec son compagnon et décide partir au Chili. Elle veut rejoindre le village d'Inca de Oro pour tuer l'assassin de sa mère dont elle a retrouvé la trace grâce à un reportage télévisé. Arrivée à Santiago, elle rencontre Max, un ingénieur français qui voit le même psychologue qu'elle et qui part justement faire une inspection à Inca de Oro, accompagnée par sa compagne France.

## Fiche technique
- Titre : Inca de Oro
- Réalisation : Patrick Grandperret
- Scénario : Sylvie Blum, Carmen Castillo
- Producteur : Daniel Champagnon
- Photo : Miguel Sánchez
- Musique : René-Marc Bini
- Montage : Dominique Galliéni
- Durée : 85 minutes
- Date de diffusion : 7 novembre 1997 sur Arte

## Distribution
- Yvonne Kerouedan : Alba
- Florence Thomassin	: France
- Antoine Chappey : Max
- Julio Jung : El Guaton Ramos
- Teo Saavedra : Dago
- Laurent Tuel : Francis
- Eric Defosse : Bernardo
- Leonor Varela : Flor de l'Inca

## Récompenses
Le film a obtenu en 1998 le 7 d'or de la meilleure musique originale pour le Groupe Blondey.